# 张允济 (唐朝)
张允济（?—?），隋朝末年、唐朝初年青州北海县（今山东省潍坊市）人。
隋朝末年,张允济担任武阳县令，元武县（今山东省莘县西南殷城）与武阳县（今山东省莘县西南朝城镇）相邻接，有人带着母牛在妻家住了八九年，牛繁殖至十余头；将要分家，妻家不给牛，县里不能判决。这个人到武阳县请张允济主持公道。张允济下令把这个人绑起来，用衣衫蒙其头，带到妻家村中，说是抓住了盗牛贼，把村中的牛集中起来，问每家牛的来处。妻家不知缘故，恐被牵连，指着牛说：“这是女婿家的牛，非我家所知。”张允济揭开蒙布，对他妻家说：“这就是你女婿，可以还给他牛了。”妻家叩头服罪。元武县官衙听说后，非常惭愧。路上遇到一个种葱的老妇人，在田间盖了一座草屋守护葱苗。张允济对她说：“回家吧。如果有贼，告诉县令就行。”老妇人听了他的话，一夜之间而葱被偷了很多。老妇人告诉张允济。张允济召集葱地十里范围内的男女，仔细查问问，果真抓获盗葱之人。曾有行人没有等到天亮就出发，在路上丢了衣服，走了十数里才发觉。有人说：“在我武阳县境内，路不拾遗，只要能回去取，衣物必当还在。”果然回去就找到了。张允济转任高阳郡丞，当时没有太守，张允济统管郡事，官民敬畏悦服。王须拔围攻高阳郡（治鲜虞县，今河北省定州市），城中粮尽，官民取槐树叶、藁草秆来吃，也没有叛离投降的。贞观初年，官至刑部侍郎，封武城县男。擢升为幽州刺史，不久去世。